# Mary Ellen Mark
Mary Ellen Mark (Filadelfia, 20 marzo 1940 – New York, 25 maggio 2015) è stata una fotografa statunitense.
È conosciuta per i suoi ritratti e per i suoi lavori nel campo della pubblicità e del fotogiornalismo. Sedici collezioni di suoi lavori sono state esposte in varie gallerie e musei del mondo. Ha ricevuto numerosi riconoscimenti tra cui il Robert F. Kennedy Journalism Awards e tre borse di studio dal National Endowment for the Arts.

## Biografia
Mary Ellen Mark è nata nella periferia di Philadelphia in Pennsylvania e ha iniziato a scattare fotografie all'età di nove anni con una Box Brownie. Ha studiato alla Cheltenham High School e successivamente alla University of Pennsylvania dove ha conseguito il diploma di laurea in pittura e storia dell'arte. Nel 1964 si specializza in fotogiornalismo con un Master presso la Annenberg School for Communication e, l'anno successivo ottiene una borsa di studio per fotografare in Turchia per un anno. Durante questo soggiorno ha modo di visitare e scattare anche foto in Inghilterra, Germania, Grecia, Italia e Spagna. 
Nel 1966 si sposta a New York, dove per diversi anni fotograferà le dimostrazioni sul Viet-Nam, i movimenti di liberazione delle donne, la cultura omosessuale e Times Square, sviluppando una sensibilità, come venne scritto, "lontana dalla società tradizionale, orientata verso le frange della popolazione più travagliata." Come ella stessa affermò nel 1987 "Sono interessata alle persone borderline. Provo affinità con coloro che non hanno sfondato nella nostra società. Quello che voglio fare più di ogni altra cosa è riconoscere la loro esistenza".
Mary Ellen Mark è sposata con il regista Martin Bell.

## La carriera fotografica
Mary E. Mark è stata fotografa di scena nel mondo della cinematografia su vari sets, tra cui: Alice's Restaurant (1969), Comma 22 (1970), Conoscenza carnale (1971), e Apocalypse Now (1979). Per la rivista Look ha lavorato sul set del film Satyricon (1969) di Federico Fellini. In totale ha lavorato sui set di più di 100 film, tra gli ultimi è da annoverare Australia (2008) di Baz Luhrmann.
Nel campo dell'editoria ha lavorato per Life, Rolling Stone, The New Yorker, Vanity Fair e le sue foto sono state esposte in tutto il mondo.

## Stile
La sua fotografia ha affrontato questioni sociali come i senzatetto, la solitudine, la tossicodipendenza e la prostituzione. Lavora principalmente in bianco e nero.

## Libri
- 1974, Passport "Lustrum Press"
- 1979, Ward 81 "Simon & Schuster"
- 1981, Falkland Road "Knopf"
- 1985, Mother Teresa's Mission of Charity in Calcutta "Friends of Photography"
- 1991, Mary Ellen Mark: 25 Years "Bulfinch"
- 1992, Streetwise "second printing, Aperture"
- 1993, Indian Circus "Chronicle Books", "Takarajimasha"
- 1995, Portraits "Motta Fotografica"
- 1996, A Cry for Help "Simon & Schuster"
- 1999, Mary Ellen Mark: American Odyssey "Aperture"
- 2001, Mary Ellen Mark 55 "Phaidon Press"
- 2002, Mary Ellen Mark "Nathan"
- 2003, Twins "Aperture"
- 2005, Mary Ellen Mark: Exposure "Phaidon Press"
- 2007, Extraordinary Child "National Museum of Iceland"
- 2008, and Seen Behind the Scene "Phaidon Press"

## Riconoscimenti
- 1980 First Prize, Robert F. Kennedy Journalism Award, "Mother Teresa", Life
- 1980 Page One Award for Excellence in Journalism, The Newspaper Guild of New York, "Children of Desire", The New York Times Magazine
- 1981 First Prize, Robert F. Kennedy Journalism Award, "Mother Teresa in Calcutta", Life Magazine
- 1982 Leica Medal of Excellence, Falkland Road
- 1984 First Prize, Robert F. Kennedy Journalism Award, "Camp Good Times", Life
- 1986 The Phillipe Halsman Award for Photojournalism, American Society of Magazine Photographers
- 1987 Photographer of the Year Award, The Friends of Photography
- 1988 World Press Photo Award, for Outstanding Body of Work Throughout the Years
- 1988 George Polk Award, Photojournalism
- 1988 Distinguished Photographer's Award, Women in Photography*
- 1989 The World Hunger Media Awards, Best Photojournalism, "Children of Poverty", Life
- 1990 Pictures of the Year Award for Magazine Portrait/Personality, "The Face of Rural Poverty", Fortune Magazine
- 1992 Society of Newspaper Design, Award of Excellence, Magazine Cover and Photojournalism Feature, The New York Times Magazine
- 1993 Front Page Award, The Newswomen's Club of New York, "Cree Indians" for Conde Nast Traveler, November 10, 1993
- 1994 The Professional Photographer of the Year Award, Photographic Manufacturers and Distributors Association
- 1995 Pictures of the Year, 1st Place Magazine Division, "Napping" Freelance/Life
- 1996 Pictures of the Year, 1st Place Magazine Division, for issue reporting "Damm Family"; 3rd place in Magazine division for picture essay
- 1996 Master Series Award, School of Visual Arts
- 1997 Infinity Award, International Center of Photography
- 1998 The Art Directors Club Silver Award, "El Circo"
- 1998 The Society of Publication Designers, Gold Medal Award for Design Entire Issue, "Battle of the Generations", Fast Company
- 1999 Leadership Award, International Photographic Council
- 1999 Photographic Administrators Incorporated, Award for Excellence in Photojournalism
- 2001 Cornell Capa Award, International Center of Photography
- 2003 Lucie Award for Outstanding Achievement in Documentary Photography[6]
- 2004 World Press Photo Awards, First Prize in the Arts (Twins series)